# Kwitajny
Kwitajny (Duits: Quittainen) is een plaats in het Poolse district  Elbląski, woiwodschap Ermland-Mazurië. De plaats maakt deel uit van de gemeente Pasłęk en telt 253 inwoners.